# 珠海大会堂
珠海大会堂（英語：The Great Hall of Zhuhai）是珠海市第一座公共文娛中心，原名珠海影剧院，位於香洲区凤凰南路，於1979年建立，1984年落成開幕，現今是由珠海市文体旅游局管理。